# Túi tote

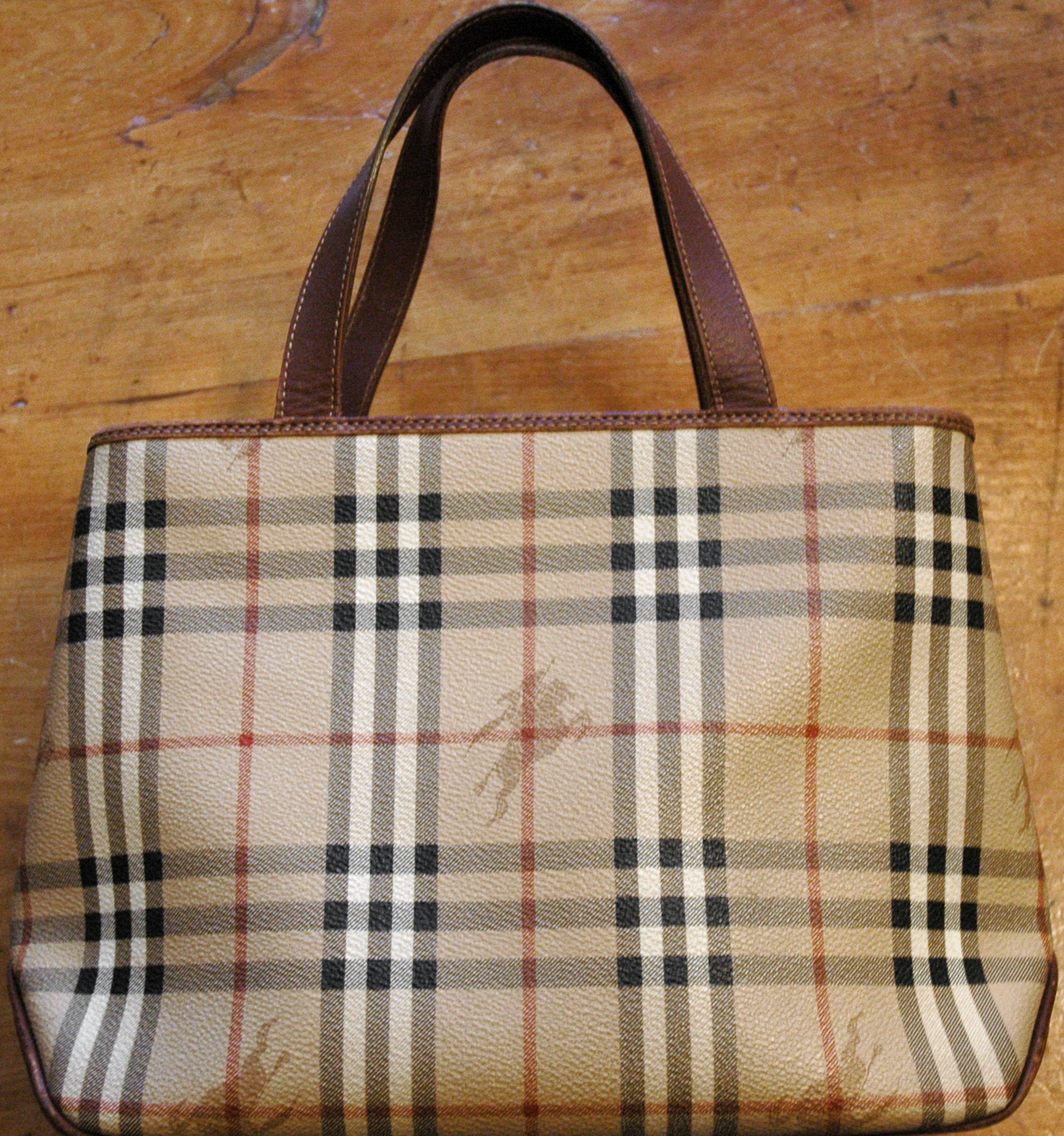
Một chiếc túi tote nhỏ sản xuất bởi Burberry.

Túi tote là một loại túi lớn có dây xách song song nhau nối từ hai bên thành túi. Tote nguyên mẫu được làm bằng vải cứng, có tay cầm hoặc đáy làm bằng da dày; các da bọc thường có bề mặt sần sùi. Các loại vải làm túi thông thường bao gồm vải bạt, có thể được nhuộm, hoặc qua xử lý để chống ẩm mốc. Đay cũng là một chất liệu truyền thống, mặc dù ít phổ biến hơn. Trong những thập kỷ gần đây, túi tote làm bằng ni lông cứng và các chất tổng hợp dễ bảo quản khác được dùng phổ biến, mặc dù chúng có thể bị sờn và mòn khi tiếp xúc tia nắng mặt trời trong thời gian dài. Nhiều trong số các túi tote rẻ tiền hoặc miễn phí ngày nay thường được làm từ vật liệu tái chế, từ sợi tự nhiên qua chế biến tối thiểu, hoặc từ sản phẩm phụ của quá trình tinh chỉnh các vật liệu hữu cơ.
Thuật ngữ tote có nghĩa là "mang đi", ra đời từ thế kỷ 17 nhưng không được dùng để mô tả loại túi này cho đến tận năm 1900. Tuy nhiên, cơn sốt túi tote tại Hoa Kỳ bắt đầu vào những năm 1940 với việc ra mắt túi Boat của L.L. Bean vào năm 1944. Hầu hết mọi người chọn sử dụng túi tote với lý do chúng giúp mang vật dụng dễ dàng hơn. Trong những năm 1950, túi tote bắt đầu trở thành một phần của nền văn hóa. Phụ nữ chủ yếu sử dụng tote như túi xách thực thụ bởi vì chúng không cần được chú trọng bảo quản. Bonnie Cohen ra mắt dòng túi tote của riêng bà gọi là Cashin Carry Tote Bags (túi tote-túi xách Cashin), kết hợp kiểu dáng và chức năng của hai loại túi. Trong những năm 1990, Kate Spade cuối cùng đã làm biến đổi cách văn hóa Mỹ nhìn nhận túi tote khi bà bắt đầu thiết kế chúng thành các túi xách thời trang. Ngày nay, những người yêu thích thời trang và người tiêu dùng có thể tìm thấy túi tote được trang trí bởi rất nhiều phong cách, màu sắc và chủ đề. Túi tote trở nên phổ biến ở Nhật Bản, và thường là vật dụng cơ bản của phong cách "kawaii" (dễ thương) trong văn hóa đương đại Nhật Bản.